# Lac Boivin, Mont-Valin
Lac Boivin är en sjö i Kanada.   Den ligger i regionen Saguenay–Lac-Saint-Jean och provinsen Québec, i den östra delen av landet, 800 km nordost om huvudstaden Ottawa. Lac Boivin ligger 557 meter över havet. Arean är 9,9 kvadratkilometer. Den sträcker sig 5,9 kilometer i nord-sydlig riktning, och 5,4 kilometer i öst-västlig riktning.
Trakten runt Lac Boivin är nära nog obefolkad, med mindre än två invånare per kvadratkilometer.